# Stazione di Tamasakai
La stazione di Tamasakai  (多摩境駅?, Tamasakai-eki) è una stazione ferroviaria di Machida,  città conurbata con Tokyo in Giappone. La stazione è servita dalla linea Keiō Sagamihara della Keiō Corporation.

## Linee
Keiō Corporation
● Linea Keiō Sagamihara

## Struttura
La stazione possiede due binari passanti, parzialmente in trincea e parzialmente su viadotto, a causa della conformazione del territorio circostante. Il mezzanino si trova sotto il livello strada, nella parte in trincea.
| 1 | ● Linea Keiō Sagamihara | per Hashimoto                                                                                  |
| 2 | ● Linea Keiō Sagamihara | per Keiō-Tama-Center, Chōfu, Meidaimae, Shinjuku e linea Shinjuku della metropolitana di Tokyo |

## Stazioni adiacenti
| «                     | Servizio                   | »                     |
| Linea Keiō Sagamihara | Linea Keiō Sagamihara      | Linea Keiō Sagamihara |
| --------------------- | -------------------------- | --------------------- |
| Minami-Ōsawa          | Locale Rapido Semiespresso | Hashimoto             |
| Transito              | Espresso Espresso Limitato | Transito              |